# Gentianella albanica
Gentianella albanica är en gentianaväxtart som först beskrevs av Jáv., och fick sitt nu gällande namn av J. Holub. Gentianella albanica ingår i släktet gentianellor, och familjen gentianaväxter. Inga underarter finns listade i Catalogue of Life.